# 大谷一二 (政治家)
大谷 一二（おおたに いちじ、1924年〈大正13年〉4月13日 - 2022年〈令和4年〉1月3日）は、日本の政治家。奈良県川上村議会議員（5期）、川上村議会副議長、川上村長（8期）を歴任した。

## 経歴
1924年（大正13年）4月13日に生まれる。1941年（昭和16年）12月、奈良県立吉野林業学校（現：奈良県立吉野高等学校）を卒業。1942年（昭和17年）1月、満州に渡り満州炭坑西安教習所を経て、同社で勤務する。
1948年（昭和23年）、帰国し大谷組を創業した。1958年（昭和33年）に株式会社に改組して社長に就任した。1959年（昭和34年）、村内建設業組合を設立して、組合長を務める。
1963年（昭和38年）4月の川上村議会議員選挙に立候補して初当選を果たした。川上村議会では、副議長、議会ダム対策特別委員会委員長を歴任した。村議5期目途中の1980年（昭和55年）7月に川上村長に無投票で初当選した。1981年（昭和56年）に賛否両論だった大滝ダムの建設計画に同意した。1984年（昭和59年）7月、無投票で再選を果たした。1988年（昭和63年）7月、村長選で3選を果たした。1992年（平成4年）6月、無投票で4選を果たした。1994年（平成6年）からは水源地の村づくりを推進した。1996年（平成8年）に「川上宣言」を出して、原生林740haの村有化や流域住民との交流、森林保全の啓発などを全国に先駆けて実施した。同年6月、村長選で5選を果たした。2000年（平成12年）6月20日、無投票で6選を果たした。2004年（平成16年）7月6日、無投票で7選を果たした。2008年（平成20年）7月1日、無投票で8選を果たした。同年11月14日、山口県周防大島町長中本冨夫の引退に伴い、全国最年長首長となった。2012年（平成24年）6月5日に記者会見を開いて、今期限りでの引退を表明した。同年7月24日に任期満了で退任した。
2022年（令和4年）1月3日午前11時47分、老衰のため南和広域医療企業団五條病院で死去。97歳没。死没日付をもって従五位に叙された。

## 栄典
- 2013年（平成25年） - 旭日小綬章[12]

## その他
- 好きな言葉はウィリアム・スミス・クラークの「青年よ大志を抱け」[1]
- 処世訓は「七転八起」[2]
- 尊敬する人物は頭山満[1]
- 愛読書は吉川英治「宮本武蔵」[1]
- 趣味は囲碁と将棋と釣り[1]
- 子供は二男一女[1][注釈 2]
- 健康の秘訣は大好物で郷土食の「茶がゆ」[4]
- 大滝ダム事業に関しては、「ダムなくして、村の未来はありません」と語っている[12]。